# کمال پیر
کمال پیر که با نام لاز کمال نیز شناخته می‌شود (۱۹۵۲ – ۷ سپتامبر ۱۹۸۲)، انقلابی مارکسیست-لنینیست لاز و از بنیان‌گذاران غیرکُرد حزب کارگران کردستان بود.

## زندگی
او در دانشکده ادبیات دانشگاه حاجت‌تپه تحصیل کرد و تحت تأثیر عبدالله اوجالان در اوایل دهه ۷۰ میلادی دانشگاه را رها کرد او از سال ۷۲ با هاکی کارر یکی دیگر از بنیان‌گذاران حزب کارگران کردستان هم‌خانه شد و پس آزادی عبدالله اوجالان از زندان نیز به آنها اضافه شد و این هم‌خانه گی پایه‌های بنیان‌گذاری حزب کارگران کردستان به وجود آمد او در سال ۱۹۸۰ هنگامی که به همراه معصوم کرکماز در استان باتمان در کمین نیروهای ارتش ترکیه قرار گرفتن کورکماز زخمی شد و فرار کرد و کمال پیر دستگیر شد و در زندان دیابکر زندانی شد او در طول محامکه خود از وضعیت بد و اسفناک زندانیان سیاسی زندان دیابکر گفت و اعلام کرد حزب کارگران کردستان در زمانی مناسب فعالیت نظامی خود را آغاز خواهد کرد